# Вулиця Івана Болотникова (Київ, Микільська Борщагівка)
Ву́лиця Іва́на Боло́тникова — зникла вулиця, що існувала у Ленінградському районі (нині — Святошинський) міста Києва, село Микільська Борщагівка. Проходила від вулиці Дев'ятого Травня до вулиці Гарібальді.
Прилучалися вулиці Генерала Чибісова та Свободи (пролягала нинішньою територією Трамвайного депо імені Шевченка).

## Історія
Вулиця виникла в 1-й половині XX століття, мала назву Залізнична. Назву вулиця Івана Болотникова отримала 1974 року, на честь Івана Болотникова, керівника селянского повстання XVII століття у Росії.
Ліквідована у 1978 року під час знесення старої забудови села Микільська Борщагівка та будівництва житлового масиву Південна Борщагівка. Фактично частково трасування колишньої вулиці Івана Болотникова повторює нинішня вулиця Родини Бунґе.